# Wilhelmine Schröder-Devrient
Wilhelmine Schröder-Devrient (Hamburg, 6 de desembre de 1804 – Coburg, 26 de gener de 1860), va ser una cantant d'òpera alemanya amb veu de soprano.

## Carrera

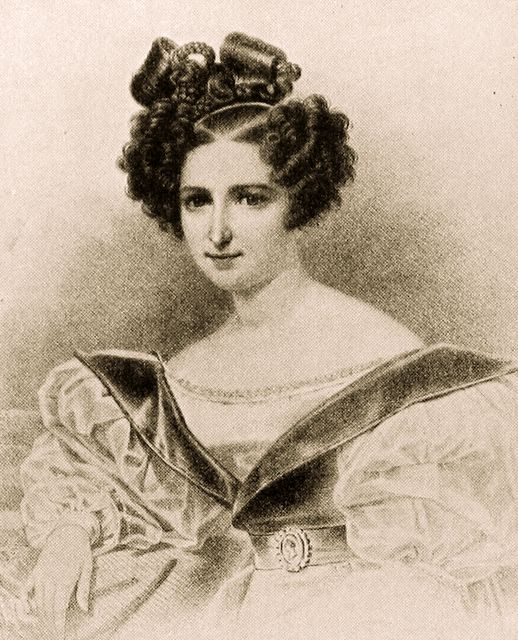
Wilhelmine Schröder-Devrient

Va debutar com a actriu als quinze anys en el paper d'Aricia, en la traducció alemanya de Phèdre de Jean Racine feta per Friedrich von Schiller. L'any 1821 va obtenir un gran èxit cantant el paper de Pamina, en La flauta màgica de Mozart, èxit que li va assegurar el seu futur operístic. Va adquirir gran popularitat, primer a Dresden i després arreu d'Europa. Va debutar a París l'any 1830 i a Londres el 1833.
Va adquirir gran fama la seua interpretació del paper de Leonore en Fidelio de Beethoven. Richard Wagner va tenir l'oportunitat de veure-la en aquest paper quan el compositor tenia 16 anys, i va quedar-ne impressionat. Schröder-Devrient va arribar a estrenar diverses òperes de Wagner, recreant el paper d'Adriano a Rienzi, Senta a Der fliegende Holländer i Venus a Tannhäuser. A Múnic va reestrenar la retocada òpera de Chélard, Macbeth, que abans havia estat un rotund fracàs a París i que ella converti en un gran èxit en la capital bavaresa.
Com a cantant combinava una inusual qualitat tímbrica amb una dramàtica intensitat d'expressió, tant en els recitals com en l'escenari operístic.

## Vida privada
Schröder-Devrient nasqué a Hamburg. Era filla de l'actriu Sophie Schröder i del tenor Friedrich Schröder.
L'any 1823 va casar-se amb Karl Devrient, però es van separar l'any 1828. L'any 1847 es va tornar a casar, amb un oficial anomenat Döring, de qui també es va divorciar l'any 1848. Va participar en la Revolució de 1848 i va ser empresonada. L'any 1850 va contraure un tercer matrimoni, aquesta vegada amb Heinrich von Bock, un ric terratinent, però el va abandonar l'any 1852.